# Флакстон (Північна Дакота)
Флакстон (англ. Flaxton) — місто (англ. city) в США, в окрузі Берк штату Північна Дакота. Населення — 60 осіб (2020). Станом на 2013 р. чисельність населення становила 76 осіб.

## Географія
Флакстон розташований за координатами 48°53′50″ пн. ш. 102°23′35″ зх. д. / 48.89722° пн. ш. 102.39306° зх. д. (48.897226, -102.393037).  За даними Бюро перепису населення США в 2010 році місто мало площу 0,73 км², з яких 0,73 км² — суходіл та 0,00 км² — водойми.
Місто розташоване за 15 км на північ від столиці округу Берк, міста Бовбеллс. Клімат вологий континентальний, з спекотним літом та холодною зимою.

## Демографія

Положення міста на мапі округу Берк

Згідно з переписом 2010 року, у місті мешкало 66 осіб у 32 домогосподарствах у складі 14 родин. Густота населення становила 90 осіб/км².  Було 69 помешкань (95/км²).
Расовий склад населення:
| - 100,0 % — білих |

До двох чи більше рас належало 0,0 %. Частка іспаномовних становила 18,2 % від усіх жителів.
За віковим діапазоном населення розподілялося таким чином: 28,8 % — особи молодші 18 років, 45,4 % — особи у віці 18—64 років, 25,8 % — особи у віці 65 років та старші. Медіана віку мешканця становила 44,5 року. На 100 осіб жіночої статі у місті припадало 127,6 чоловіків;  на 100 жінок у віці від 18 років та старших — 147,4 чоловіків також старших 18 років.
Середній дохід на одне домашнє господарство  становив 63 435 доларів США (медіана — 53 750), а середній дохід на одну сім'ю — 81 843 долари (медіана — 82 500). За межею бідності перебувало 8,5 % осіб, у тому числі 0,0 % дітей у віці до 18 років та 23,5 % осіб у віці 65 років та старших.
Цивільне працевлаштоване населення становило 27 осіб. Основні галузі зайнятості: сільське господарство, лісництво, риболовля — 33,3 %, роздрібна торгівля — 22,2 %, транспорт — 18,5 %.